# بی‌اچ تلکام
بی‌اچ تلکام (انگلیسی: BH Telecom) شرکت مخابرات بوسنیایی است، که در سال ۱۹۹۷ تأسیس شد.